# Stefania Pityńska
Stefania Pityńska, z domu Krupa ps. „Perełka” (ur. 6 września 1925 w Kuryłówce, zm. 15 grudnia 1997 w Ulanowie) – sanitariuszka w oddziałach podziemia niepodległościowego w ramach Narodowej Organizacji Wojskowej i Narodowego Zjednoczenia Wojskowego.

## Życiorys
Urodziła się jako jedno z czworga dzieci Piotra (listonosz, zm. 1935) i Marii z domu Staroń (zm. 1970). Miała braci Michała, Stanisława oraz siostrę Marię. Po tragicznej śmierci ojca Michał Krupa był głównym żywicielem i opiekunem rodziny, pracował jako drwal w Nadleśnictwie Brzyska Wola. Po wybuchu II wojny światowej w 1941 ukraińska policja wraz Niemcami okradła i spaliła zabudowania Krupów w Kuryłówce. Kilka dni później, nieobecny podczas tego aktu Michał, zabił siekierą jednego ze sprawców, ukraińskiego policjanta. Od tego czasu Krupa był poszukiwany przez gestapo i Ukraińców. Stefania wraz z matką i rodzeństwem uciekła za San do Starego Miasta.
Po nadejściu frontu wschodniego jako sanitariuszka brała udział w bitwie pod Kuryłówką 7 maja 1945, w której polskie oddziały leśne okręgu „San” stoczyły jedną z największych batalii polskich partyzantów przeciw Sowietom, zakończonej rozbiciem kolumny oddziałów NKWD (poległo 57 enkawudzistów). Podczas walk została ranna, zaś wywieziona na furmance z pola walk, poznała również rannego i transportowanego tym pojazdem, żołnierza Aleksandra Pityńskiego ps. „Kula”. Para wzięła ślub 20 stycznia 1946 w Tarnawcu. Po samobójczej śmierci dowódcy oddziału, Józefa Zadzierskiego ps. „Wołyniak” z 29 grudnia 1946, ciężarna odeszła wraz z mężem z oddziału. Ukrywali się w różnych miejscach na terenie Ulanowa. 15 marca 1947 urodził się ich syn Andrzej.
Po wojnie rodzina Pityńskich zamieszkała w Ulanowie. Rodzina Pityńskich była poddana prześladowaniu, w postaci rewizji, najścia domu, przeszukań, pobić ze strony funkcjonariuszy komunistycznych władz (wiązały się z poszukiwaniem Michała Krupy, nadal aktywnego partyzanta). Po jego aresztowaniu w 1959 i skazaniu, a następnie wyjściu na wolność w 1965, Michał Krupa zamieszkał z rodziną Pityńskich w Ulanowie.
Została awansowana do stopnia podporucznika.

## Odznaczenia
- Krzyż Walecznych
- Krzyż Armii Krajowej
- Medal Wojska